# Helga Block
Helga Block (* 1954 in Münster) ist eine Verwaltungsjuristin. Sie war von 2015 bis zum 1. Juli 2020 Datenschutzbeauftragte des Landes Nordrhein-Westfalen.
Nach dem Studium war Block bei den Bezirksregierungen Detmold und Düsseldorf tätig. Seit 1988 arbeitete sie im Innenministerium des Landes Nordrhein-Westfalen. Dort war sie seit 2001 im Innenressort tätig und unter anderem für Verfassungsrecht und Datenschutz zuständig. In dieser Funktion war die Ministerialdirigentin auch Landeswahlleiterin für NRW bis 2015.
Die Landesregierung hatte auf Vorschlag des Ministers für Inneres und Kommunales Ralf Jäger beschlossen, dem nordrhein-westfälischen Landtag Helga Block als neue Landesbeauftragte für Datenschutz und Informationsfreiheit zur Wahl vorzuschlagen. Die Wahl erfolgte am 4. September 2015. Sie hat ihr Amt als Nachfolgerin von Ulrich Lepper am 1. Oktober 2015 angetreten. Am 1. Juli 2020 wurde sie in den Ruhestand versetzt.
Helga Block ist verheiratet, hat zwei Kinder und wohnt seit 1986 in Furth, einem Stadtteil von Neuss.